# 1119
Évszázadok: 11. század – 12. század – 13. század
Évtizedek: 1060-as évek – 1070-es évek – 1080-as évek – 1090-es évek – 1100-as évek – 1110-es évek – 1120-as évek – 1130-as évek – 1140-es évek – 1150-es évek – 1160-as évek
Évek: 1114 – 1115 – 1116 – 1117 –  1118 – 1119 – 1120 – 1121 – 1122 – 1123 – 1124

## Események

### Határozott dátumú események
- február 2. – II. Kallixtusz pápa megválasztása.[1]
- június 28. –  Ilgází mardini és aleppói emír Szarmada mellett legyőzi a keresztes Antiochiai Fejedelemség  seregét; jutalmul elnyeri a Hit Csillaga címet.[2]
- augusztus 20. – I. Henrik angol király serege megszalasztja VI. Lajos francia király seregét a brémule-i csatában(wd).

### Határozatlan dátumú események
- az év folyamán –
  - III. Lipót osztrák őrgróf serege Nyugat-Magyarországot pusztítja.
  - VII. Balduin flamand gróf végrendeletében unokaöccsére, Károlyra hagyja a grófi címet, amelyért azonban polgárháborúban kellett megküzdenie.[3]

## Születések
- Szutoku japán császár

## Halálozások
- január 29. – II. Geláz pápa[4]
- június 28. – Salernói Roger, Antiochia ura[2]
- július 17. – VII. Balduin, Flandria grófja